# Entre un soldat, puis un autre
Entre un soldat, puis un autre (titre original : Enter a soldier. Later: enter another) est une nouvelle humoristique de science-fiction écrite par Robert Silverberg.
Elle a reçu le prix Hugo de la meilleure nouvelle longue 1990.

## Parutions

### Parutions aux États-Unis
La nouvelle est parue en juin 1989 dans Asimov's Science Fiction.

### Parutions en France
La nouvelle a été publiée :
- dans le recueil Le Nez de Cléopâtre (1994, réédition en 2000 et 2001) ;
- dans le recueil Mon nom est Titan (la nouvelle est ainsi l'une des 124 meilleures nouvelles de Robert Silverberg sélectionnées pour l'ensemble de recueils Nouvelles au fil du temps, dont Mon nom est Titan est le quatrième tome.

### Parutions dans d'autres pays occidentaux
- Parution en Allemagne sous le titre Erster Auftritt : Soldat. Darauf : ein anderer (1991)
- Parution en Italie sous le titre Entra un soldato. Più tardi : ne entra un altro (1995)

## Résumé
Des ingénieurs ont réussi à créer un programme d'intelligence artificielle permettant de faire « vivre », artificiellement, le conquistador Francisco Pizarro (« Pizarre »). L'intelligence artificielle prend conscience de sa propre existence et se pose des questions sur le lieu où elle se trouve. 
Par la suite, les ingénieurs le mettent en contact avec un second programme d'intelligence artificielle représentant le philosophe Socrate. S'ensuit une discussion fort savoureuse entre Pizarre, sûr de lui et dominateur, et Socrate, curieux, futé et modeste. Socrate, par un questionnement adroit, fait ainsi reconnaître par Pizarre qu'il avait eu tort d'exécuter Atahualpa. 
À la fin de la nouvelle, les deux entités Pizarre et Socrate, devenues amies et persuadées d'être au paradis, décident de partir à la recherche d'Atahualpa.

## Explication du titre
Le titre de la nouvelle est lié au fait que Pizarre était un soldat, et que Socrate, quand il était jeune, avait été soldat grec dans l'armée athénienne.